# Bùi Quang Chiêu
Bùi Quang Chiêu, né le 15 octobre 1873 à Da Phuoc Hoi (district de Mo Cay Nam, province de Ben Tre) et mort le 29 septembre 1945 à Cho Dem (Saïgon), est un journaliste et un homme politique de l’Indochine française, opposé à l’insurrection contre le pouvoir colonial français mais partisan de réformes dans le cadre légal. Il fonde le Parti constitutionnaliste indochinois et, avec l'approbation des autorités coloniales, publie plusieurs journaux. Dans la tourmente de la fin de la Seconde Guerre mondiale et de la révolution d'Août, il est capturé et tué par le Việt Minh.

## Biographie
Bùi Quang Chiêu est né dans une famille d'érudits propriétaires terriens de Bến Tre dans le delta du Mékong en Cochinchine. Il a fait ses études à l’École coloniale à Paris, puis commence à étudier l'ingénierie agricole. De retour en Indochine en 1897, il travaille dans la capitale de la colonie de Cochinchine, Saïgon, pour les autorités coloniales, comme ingénieur agronome. Il se marie avec une femme  d’affaires sino-vietnamienne, Vuong Thi Y, et ils ont plusieurs enfants bien que Vuong Thi Y meurt tôt, dès 1916 (une de leurs filles, Henriette Bui Quang Chiêu et companion de vie de Nguyen Ngoc Bich, deviendra ultérieurement la première femme médecin du Viêt Nam).
Avec l'appui du gouverneur général Albert Sarraut, il fonde le journal francophone La Tribune indigène à Saïgon en 1917,. Un groupe de vietnamiens se constitue autour de ce journal. C'est à partir de ce groupe que Bùi Quang Chiêu fonde le Parti constitutionnaliste indochinois (de). Le but du parti est d'impliquer plus étroitement les sujets vietnamiens de l’État colonial dans le processus politique, de réformer et moderniser, sans remettre en cause le colonialisme.
En 1919, Bùi Quang Chiêu et l'éditeur du journal Nguyễn Phan Long lancent une campagne de boycott contre les marchands chinois, qui, à leur avis, entravent l'émancipation économique des Vietnamiens. Dans les années 1920, Bui Quang Chieu accroît sa notoriété avec un nouveau magazine, La Tribune Indochinoise. C’est l'un des rares journaux autorisés à critiquer la politique des autorités coloniales : le pouvoir colonial préfère les « modérés », aux « exaltés » qui commencent à  les battre en brèche, quoiqu’il se méfie aussi de ce Bùi Quang Chiêu, du fait de ses contacts persistants avec l'ancien empereur en exil, Hàm Nghi, en exil à Alger
,. Une lutte commence à se constituer entre les indochinois modérés et les partisans plus radicaux d’une indépendance, y compris au sein des journalistes de Saïgon. Dans les années 1930, le mouvement indépendantiste se durcit, devient partisan de prendre les armes, et est à l’origine  d’insurrection violentes comme la mutinerie de Yên Bái. Dans ce contexte, Bùi Quang Chiêu est de plus en plus perçu comme un collaborateur du pouvoir colonial, un pro-français, par le milieu nationaliste. Lui est élu au conseil colonial, devenant ainsi progressivement un des notables de ce système colonial qu’il critiquait à ses débuts. Son parti se déchire, et décline comme force politique,.
En 1938, il prend sa retraite de la vie politique. Au cours de la Révolution d'août, en septembre 1945, il est arrêté par le Việt Minh, accusé de collaboration, et exécuté avec une partie de sa famille, ses quatre fils et une de ses filles.